# Abdelhadi Boutaleb
Abdelhadi Boutaleb (Arabisch: عبد الهادي بوطالب) (Fez, 23 december 1923 - 16 december 2009) was een Marokkaans verzetsstrijder en politicus. Hij was een prominent lid van de partij "Ach-choura wal Istiqlal" (PDI) en een tegenstander van de "Parti de l'Istiqlal".
Boutaleb studeerde rechten in Fez en gaf in 1944-1948 les aan de latere koning Hassan II van Marokko. In 1948 werd hij een der mede-oprichters van de partij "Ach-choura wal Istiqlal" (PDI) en werd in 1955 minister van sociale zaken in de eerste regering na de onafhankelijkheid van Marokko. Later werd hij ook staatssecretaris en minister van informatie, jeugd en sport, minister van justitie, minister van werkgelegenheid en minister van nationale opvoeding en kunsten. Hij was tussendoor ook ambassadeur in Damascus en in Mexico en in de Verenigde Staten. In 1982 kwam hij aan het hoofd van de " Organisation islamique pour l'éducation, les sciences et la culture" (ISESCO).

## Werken
- Entre le nationalisme arabe et la solidarité islamique
- De la révolution politique à la révolution sociale
- L’éveil islamique
- La position du monde islamique eu égard au dialogue civilisationnel
- La démocratie et la Choura
- Les droits de l’Homme en Islam et la dimension spirituelle au niveau du processus de développement
- Pour mieux comprendre l’Islam.

- Bibliothèque nationale de France: cb12536971c (data)
- CiNii: DA0885303X
- Gemeinsame Normdatei: 170602575
- International Standard Name Identifier: 0000 0000 8118 4657
- Library of Congress Control Number: n84022229
- Nationale Bibliotheek van Israël: 987007310605505171
- Nederlandse Thesaurus van Auteursnamen: 239503155
- Réseau des bibliothèques de Suisse occidentale: 02-A013627212
- Istituto Centrale per il Catalogo Unico: PALV064361
- Système universitaire de documentation: 034634207
- Virtual International Authority File: 39489194
- WorldCat: E39PBJwX6yTddtFg3yJpMwjgrq